# Werner-Schule vom Deutschen Roten Kreuz

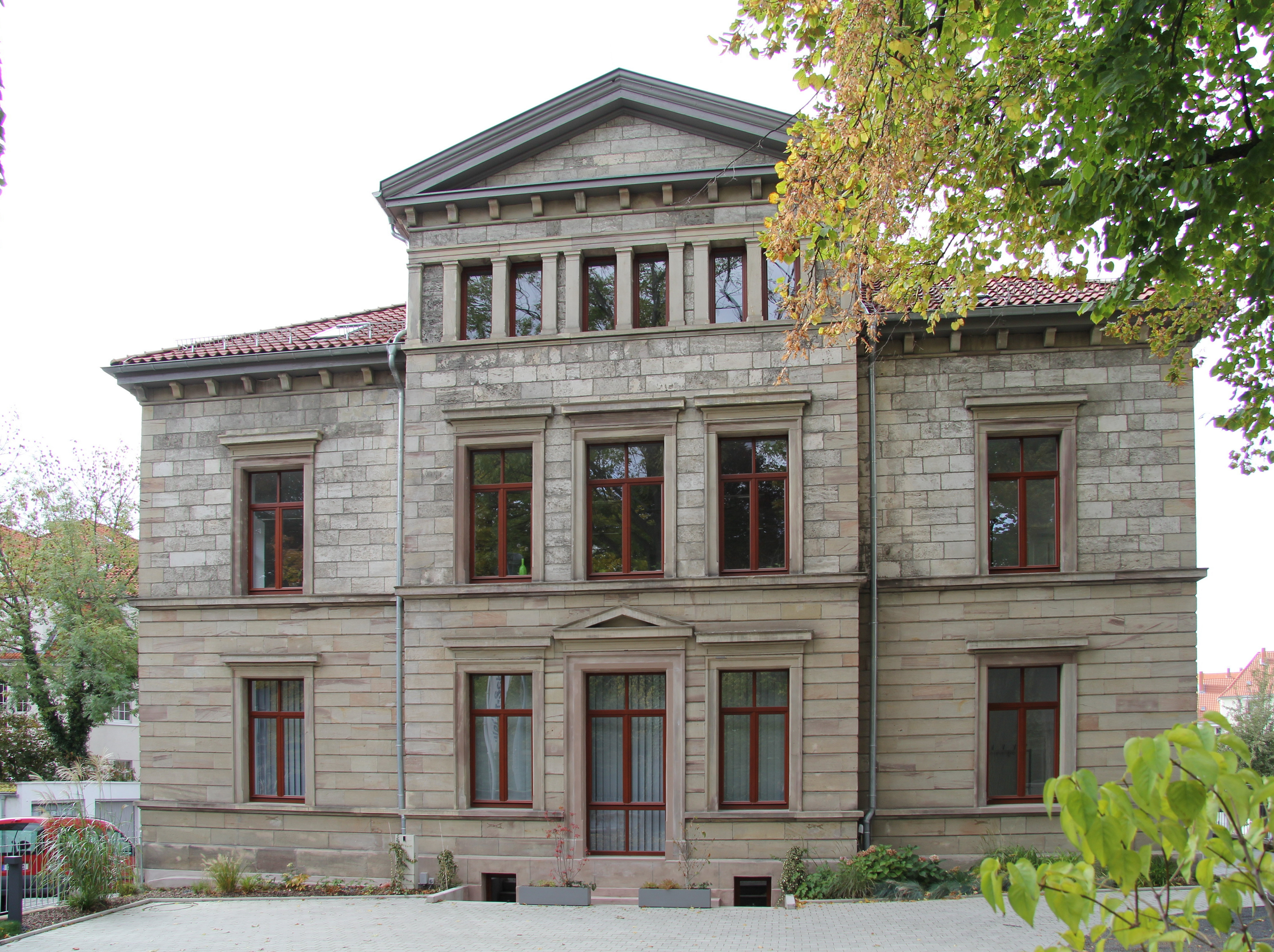
Das Gebäude der Werner-Schule in Göttingen (2012)

Die Werner-Schule vom Deutschen Roten Kreuz (kurz: „Werner-Schule im DRK“) in Göttingen war eine zentrale Bildungseinrichtung der DRK-Schwesternschaften für Leitungskräfte in der Pflege sowie zur Fortbildung von Pflegerinnen. Die Schule existierte – unter Berücksichtigung unmittelbarer Vorgängereinrichtungen – von 1903 bis 2016. Träger der Schule war der Verband der Schwesternschaften vom Deutschen Roten Kreuz e.V. (VdS).

## Geschichte
Neben zahlreichen krankenhausnahen Schulen für Pflegerinnen betrieben die DRK-Schwesternschaften auch zentrale Bildungseinrichtungen für Pflege-Leitungskräfte. Diese wurden zunächst von einzelnen Schwesternschaften eingerichtet, später vom Dachverband der Schwesternschaften, teilweise gemeinsam mit dem Bundesverband des Deutschen Roten Kreuzes.
1903 gründete Clementine von Wallmenich, die Leiterin der Schwesternschaft München vom Bayerischen Roten Kreuz, unter der Bezeichnung „Oberinnenschule“ in München eine Ausbildungsstätte für Leitungskräfte in der Pflege. Von Wallmenich verband damit auch das Ziel der Weiterentwicklung und systematischen Weitergabe des Pflegewissens. Nach internen Auseinandersetzungen in München zog die Schule bereits 1905 nach Kiel um und wurde der dortigen Schwesternschaft angegliedert. In der Wirtschaftskrise 1923 musste die Einrichtung geschlossen werden.
1927 wurde sie als „Werner-Schule vom Deutschen Roten Kreuz“ in Berlin wiedergegründet, mit einem erweiterten Angebot, das auch die Weiterbildung von Pflegerinnen beinhaltete. Benannt wurde die Schule nach Otto Werner (1847–1923), einem Vorsitzenden des Dachverbands der Schwesternschaften, der sich besonders für die Fortbildung der Rotkreuzschwestern eingesetzt hatte.

## Betrieb in Göttingen

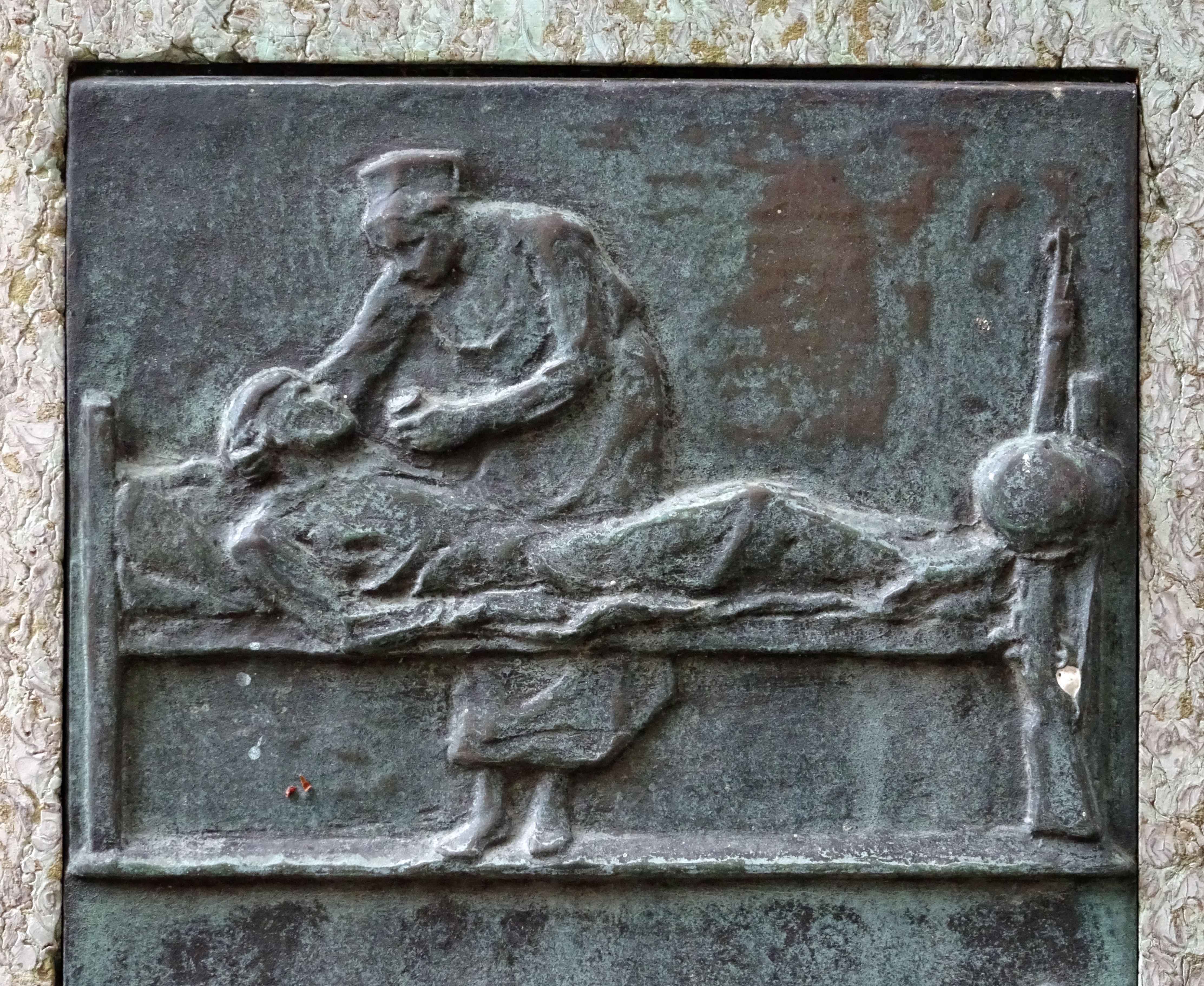
Kriegerdenkmal (1. WK) im Garten des Gebäudes: eine Schwester gibt einem verwundeten Soldaten zu trinken. (Detailfoto, 2019)

Nach der Zerstörung ihres Gebäudes im Zweiten Weltkrieg zog die Schule 1944 nach Göttingen um, wo sie nach einer Unterbrechung nach Kriegsende 1947 ihren Betrieb wiederaufnahm. In den 1990er Jahren erweiterte die Schule unter der Bezeichnung „Werner-Schule mobil“ ihr Angebot um externe Weiterbildungsveranstaltungen in Krankenhäusern.
2002 gründeten das DRK und der VdS ebenfalls in Göttingen die Fachhochschule im Deutschen Roten Kreuz, die Bachelor-Studiengänge in den Fächern Sozialmanagement und Pflegemanagement anbot. Die Fachhochschule wurde aufgrund wirtschaftlicher Schwierigkeiten 2008 geschlossen.
2011 ließ der Verband der Schwesternschaften das Gebäude der Werner-Schule für 1,2 Millionen Euro grundsanieren und mit neuester Technik ausstatten. Die Präsidentin des VdS, Generaloberin Sabine Schipplick, erklärte anlässlich des Richtfests, dass der Verband mit der Investition ein Zeichen dafür setze, „dass wir in der Professionalisierung der Pflegeberufe und in der Förderung des Nachwuchses in der professionellen Pflege nicht nur eine der wichtigsten gesellschaftlichen Zukunftsaufgaben erkannt haben, sondern dass wir auch alles daransetzen werden, diese wichtige Aufgabe zu erfüllen“. Aufgrund zurückgegangener Nachfrage und mangelnder Wirtschaftlichkeit schloss der VdS die Werner-Schule zum Jahresende 2016.